# Finlands riksdags talman

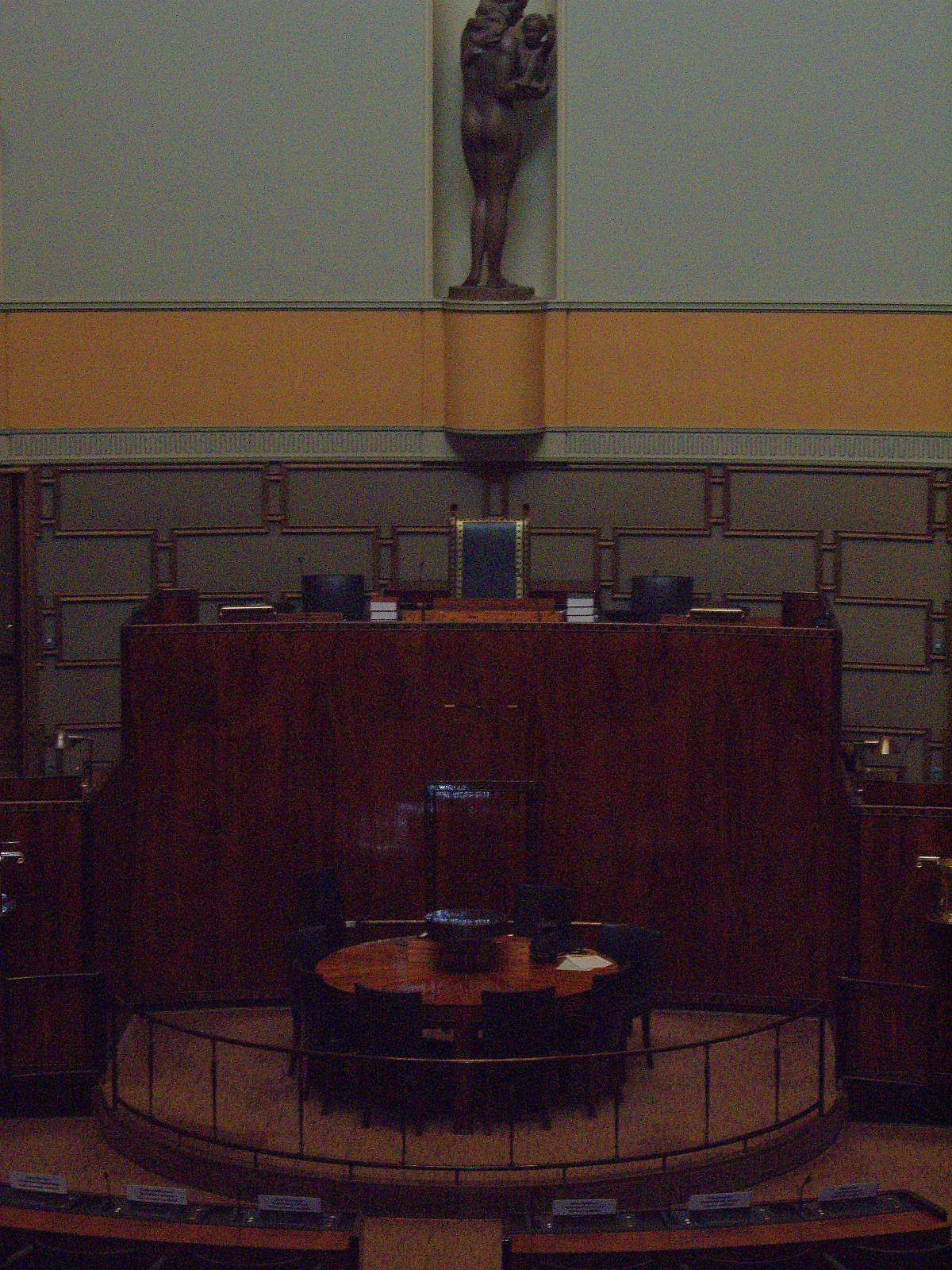
Talmanspodiet i Riksdagshusets plenisal.

Riksdagens talman är den ledamot av Finlands riksdag, som är ordförande för riksdagens plenarsammanträden. I riksdagshusets plenisal har talmannen den högst placerade platsen och skiljer sig från övriga ledamöter genom att han eller hon inte deltar i debatten och omröstningarna i plenum och oftast står utanför dagspolitiken. I början av riksmötet väljer riksdagen en talman och två vice talmän under ett sammanträde som leds av ålderstalmannen.
Även om talmannen är vald till riksdagsledamot för ett parti (till skillnad från hur det är i exempelvis Sveriges riksdag, så kallas ingen ersättare för den riksdagsledamot som valts till talman, vilken alltså fortsätter att vara ordinarie ledamot), får han inte gynna eller missgynna något parti. Normalt väljs ledamöter från de tre största riksdagsgrupperna till presidiet, det vill säga talmannen och de två vice talmännen.
Förutom plenum leder talmannen kanslikommissionen samt talmanskonferensen, som består av talmannen, de vice talmännen och utskottens ordförande.
I dag är riksdagens talman ofta en av sitt partis ledande medlemmar och tillhör ett annat parti än statsministern. I rikets hierarki följer riksdagens talman näst efter presidenten, emellertid är talmannens politiska makt begränsad.

## Lista över talmän i Finlands enkammarparlament
| Namn                  | Bild | Ämbetstid | Parti              |
| --------------------- | ---- | --------- | ------------------ |
| Pehr Evind Svinhufvud |      | 1907–1912 | Ungfinska partiet  |
| Oskari Tokoi          |      | 1913      | Socialdemokraterna |
| Kaarlo Juho Ståhlberg |      | 1914      | Ungfinska partiet  |
| Kullervo Manner       |      | 1917      | Socialdemokraterna |
| Johannes Lundson      |      | 1917      | Ungfinska partiet  |
| Lauri Ingman          |      | 1918      | Finska partiet     |
| Ernst Nevanlinna      |      | 1918      | Finska partiet     |
| Paavo Virkkunen       |      | 1918      | Finska partiet     |

| Namn                       | Bild                  | Ämbetstid        | Parti                         |
| -------------------------- | --------------------- | ---------------- | ----------------------------- |
| Lauri Kristian Relander    |                       | 1919–1920        | Agrarförbundet                |
| Kyösti Kallio              |                       | 1920             | Agrarförbundet                |
| Wäinö Wuolijoki            |                       | 1921             | Socialdemokraterna            |
| Kyösti Kallio              |                       | 1922             | Agrarförbundet                |
| Wäinö Wuolijoki            |                       | 1922             | Socialdemokraterna            |
| Paavo Virkkunen            |                       | 1923             | Samlingspartiet               |
| Kyösti Kallio              |                       | 1924–1925        | Agrarförbundet                |
| Wäinö Wuolijoki            |                       | 1925             | Socialdemokraterna            |
| Paavo Virkkunen            |                       | 1926             | Samlingspartiet               |
| Kyösti Kallio              |                       | 1927             | Agrarförbundet                |
| Paavo Virkkunen            |                       | 1928             | Samlingspartiet               |
| Kyösti Kallio              |                       | 1929             | Agrarförbundet                |
| Paavo Virkkunen            |                       | 1929–1930        | Samlingspartiet               |
| Juho Sunila                |                       | 1930             | Agrarförbundet                |
| Kyösti Kallio              |                       | 1930–1936        | Agrarförbundet                |
| Väinö Hakkila              |                       | 1936–1944        | Socialdemokraterna            |
| Karl-August Fagerholm      |                       | 1945–1947        | Socialdemokraterna            |
| Urho Kekkonen              |                       | 1948–1950        | Agrarförbundet                |
| Karl-August Fagerholm      |                       | 1950–1956        | Socialdemokraterna            |
| Vieno Johannes Sukselainen |                       | 1956–1957        | Agrarförbundet                |
| Karl-August Fagerholm      |                       | 1957             | Socialdemokraterna            |
| Vieno Johannes Sukselainen |                       | 1958             | Agrarförbundet                |
| Karl-August Fagerholm      |                       | 1958–1961        | Socialdemokraterna            |
| Kauno Kleemola             |                       | 1962–1965        | Agrarförbundet/Centerpartiet  |
| Karl-August Fagerholm      |                       | 1965             | Socialdemokraterna            |
| Rafael Paasio              |                       | 1966             | Socialdemokraterna            |
| Johannes Virolainen        |                       | 1966–1968        | Centerpartiet                 |
| Vieno Johannes Sukselainen |                       | 1968–1969        | Centerpartiet                 |
| Rafael Paasio              |                       | 1970–1972        | Socialdemokraterna            |
| Vieno Johannes Sukselainen |                       | 1972–1975        | Centerpartiet                 |
| Veikko Helle               |                       | 1976–1977        | Socialdemokraterna            |
| Ahti Pekkala               |                       | 1978–1979        | Centerpartiet                 |
| Johannes Virolainen        |                       | 1979–1982        | Centerpartiet                 |
| Erkki Pystynen             |                       | 1983–1986        | Samlingspartiet               |
| Ilkka Suominen             | Ilkka Suominen (2009) | 1987             | Samlingspartiet               |
| Matti Ahde                 |                       | 1987–1988        | Socialdemokraterna            |
| Kalevi Sorsa               |                       | 1989–1990        | Socialdemokraterna            |
| Esko Aho                   |                       | april 1991       | Centern                       |
| Ilkka Suominen             | Ilkka Suominen (2009) | 1991–1993        | Samlingspartiet               |
| Riitta Uosukainen          |                       | 1994             | Samlingspartiet               |
| Paavo Lipponen             |                       | mars–april 1995  | Socialdemokraterna            |
| Riitta Uosukainen          |                       | 1995–1999        | Samlingspartiet               |
| Jukka Mikkola              |                       | mars–april 1999  | Socialdemokraterna            |
| Riitta Uosukainen          |                       | 1999–2003        | Samlingspartiet               |
| Anneli Jäätteenmäki        |                       | mars–april 2003  | Centern                       |
| Liisa Jaakonsaari          |                       | 15–22 april 2003 | Socialdemokraterna            |
| Paavo Lipponen             |                       | 2003–2007        | Socialdemokraterna            |
| Timo Kalli                 |                       | mars–april 2007  | Centern                       |
| Sauli Niinistö             |                       | 2007–2011        | Samlingspartiet               |
| Ben Zyskowicz              |                       | april–juni 2011  | Samlingspartiet               |
| Eero Heinäluoma            |                       | 2011–2015        | Socialdemokraterna            |
| Juha Sipilä                |                       | april–maj 2015   | Centern                       |
| Maria Lohela               |                       | 2015–2018        | Sannfinländarna / Blå framtid |
| Paula Risikko              |                       | 2018–2019        | Samlingspartiet               |
| Antti Rinne                |                       | april–juni 2019  | Socialdemokraterna            |
| Matti Vanhanen             |                       | 2019–2020        | Centern                       |
| Anu Vehviläinen            |                       | 2020–2022        | Centern                       |
| Matti Vanhanen             |                       | 2022–2023        | Centern                       |
| Petteri Orpo               |                       | april-juni 2023  | Samlingspartiet               |
| Jussi Halla-aho            |                       | 2023–            | Sannfinländarna               |